# Qualificazioni al campionato europeo femminile di calcio 2017 - Turno preliminare
Le 8 squadre partecipanti al turno preliminare sono state suddivise in due urne. Nella prima sono state inserite le due squadre che ospitano le partite dei singoli gruppi (Malta e Moldavia), mentre le altre sei squadre sono state inserite nella seconda urna. 

## Gruppo 1
| Squadra     | Pt | G | V | N | P | GF | GS | DR |
| ----------- | -- | - | - | - | - | -- | -- | -- |
| Moldavia    | 6  | 3 | 2 | 0 | 1 | 5  | 1  | +4 |
| Lettonia    | 4  | 3 | 1 | 1 | 1 | 5  | 5  | 0  |
| Lituania    | 4  | 3 | 1 | 1 | 1 | 3  | 3  | 0  |
| Lussemburgo | 3  | 3 | 1 | 0 | 2 | 4  | 8  | -4 |

| Arbitro: | Simona Ghisletta |

|                                                     |           |                                      |
| Bidermane 44’ (aut.) Birkel 60’ Thompson 69’, 90+5’ | Marcatori | 17’ Voitāne 57’ Fedotova 72’ Vāciete |

| Arbitro: | Sabine Bonnin |

|                          |           |  |
| Chiper 68’ Porojniuc 85’ | Marcatori |  |

| Arbitro: | Simona Ghisletta |

|                               |           |  |
| Vanagaitė 16’ Imanalijeva 86’ | Marcatori |  |

| Arbitro: | Gordana Kuzmanović |

|  |           |             |
|  | Marcatori | 26’ Vāciete |

| Arbitro: | Sabine Bonnin |

|  |           |                            |
|  | Marcatori | 13’, 86’ Chiper 87’ Andone |

| Arbitro: | Gordana Kuzmanović |

|             |           |                 |
| Vāciete 70’ | Marcatori | 38’ Imanalijeva |

## Gruppo 2
| Squadra | Pt | G | V | N | P | GF | GS | DR  |
| ------- | -- | - | - | - | - | -- | -- | --- |
| Georgia | 6  | 3 | 2 | 0 | 1 | 10 | 2  | +8  |
| Fær Øer | 6  | 3 | 2 | 0 | 1 | 12 | 4  | +8  |
| Malta   | 6  | 3 | 2 | 0 | 1 | 9  | 8  | +1  |
| Andorra | 0  | 3 | 0 | 0 | 3 | 3  | 20 | -17 |

| Arbitro: | Yuliya Medvedeva-Keldyusheva |

|                              |           |  |
| Matveeva 22’ Chichinadze 89’ | Marcatori |  |

| Arbitro: | Paula Brady |

|                                        |           |                                                  |
| López 3’ Gonçalves 57’ Fernández 90+3’ | Marcatori | 5’, 21’ Cuschieri 24’, 51’ Theuma 45+2’ Carabott |

| Arbitro: | Paula Brady |

|                                                                                               |           |  |
| Andreasen 20’ (rig.), 45+1’, 83’ (rig.), 90+2’ H. Sevdal 49’, 62’ F. Danielsen 69’ Arge 90+3’ | Marcatori |  |

| Arbitro: | Dilan Gökçek |

|                        |           |                         |
| Chichinadze 55’ (rig.) | Marcatori | 47’ Carabott 90’ Theuma |

| Arbitro: | Dilan Gökçek |

|                          |           |                                               |
| Carabott 39’ M. Borg 49’ | Marcatori | 13’ Andreasen 15’ Simonsen 53’, 90’ H. Sevdal |

| Arbitro: | Yuliya Medvedeva-Keldyusheva |

|  |           |                                                                    |
|  | Marcatori | 3’, 6’ Matveeva 25’ Chichinadze 26’, 69’ (rig.), 83’, 85’ Tchkonia |

## Statistiche

### Marcatrici
5 reti
- Rannvá Andreasen (2 rig.)

4 reti
- Heidi Sevdal
- Khatia Tchkonia (1 rig.)

3 reti
- Lela Chichinadze (1 rig.)
- Tatiana Matveeva

- Liene Vāciete
- Ylenia Carabott

- Dorianne Theuma
- Claudia Chiper

2 reti
- Rasa Imanalijeva

- Amy Thompson

- Rachel Cuschieri

1 reti
- Marina Fernández
- Bibiana Gonçalves
- Alba López
- Lív Arge
- Fríðrún Danielsen

- Milja Simonsen
- Renāte Fedotova
- Sandra Voitāne
- Sonata Vanagaitė

- Jessica Birkel
- Martina Borg
- Ludmila Andone
- Elena Porojniuc

Autoreti
- Ieva Bidermane (a favore del Lussemburgo)